# 게오르크 프리드리히

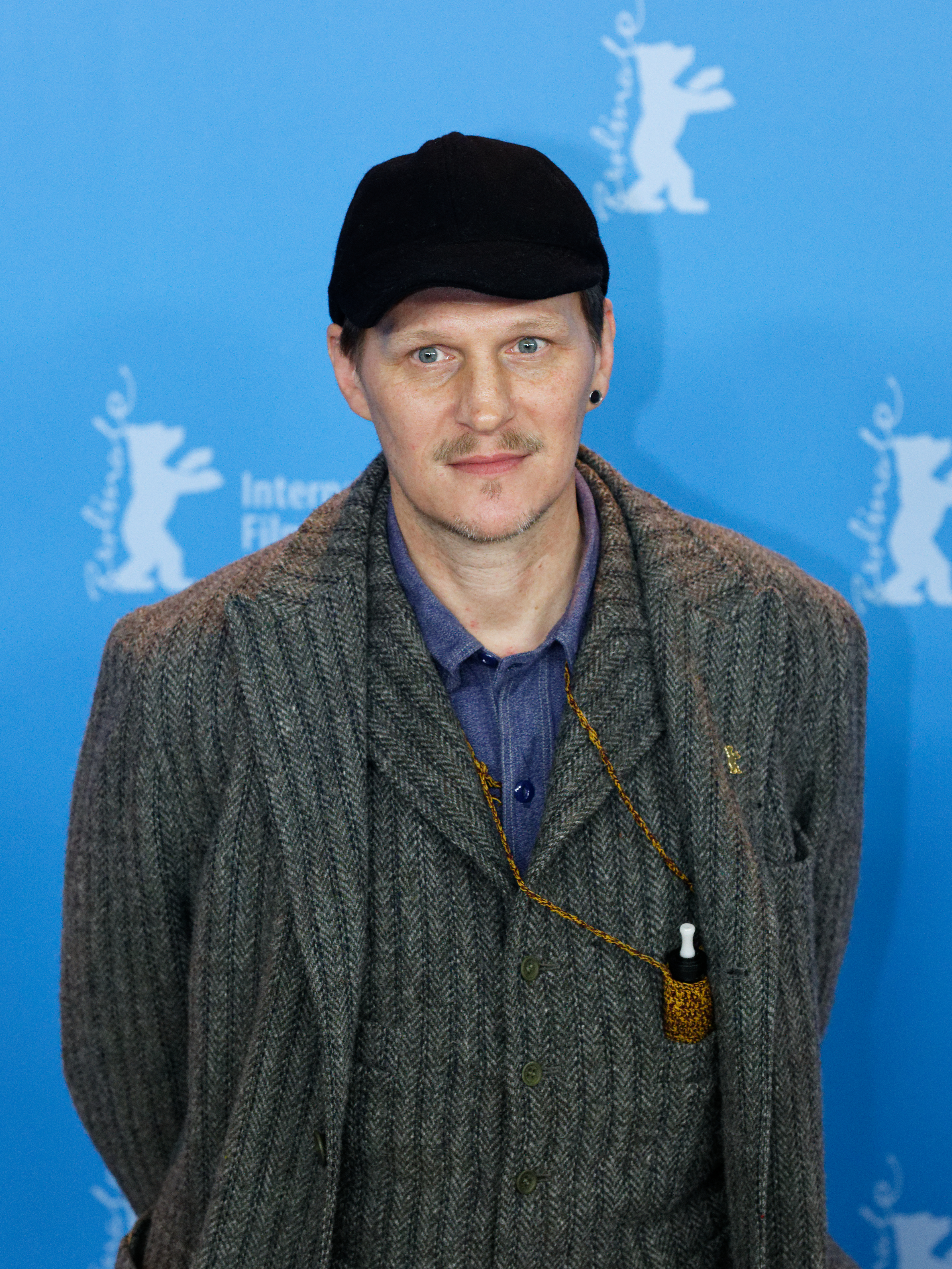

게오르크 프리드리히(독일어: Georg Friedrich, 1966년 10월 31일 ~ )는 오스트리아의 배우이다.

## 영화
- 브라이트 나잇 (2017년)
- 와일드 마우스 (2017년)
- 로큰롤 호텔 (2016년)
- 마리아 (2016년)
- 알로이스 (2016년)
- 와일드 (2016년)
- 뱀파이어 자매 2 (2014년)
- 슈퍼리고스 (2014년)
- 스테레오 (2014년) - 케이텔 역
- 마이 블라인드 하트 (2013년)
- 세계를 측정하는 방법 3D (2012년)
- 아넬리 (2012년) - 맥스 역
- 나흐트람 (2012년) - 조지 역
- 숨결 (2011년)
- 마이 베스트 에너미 (2011년) - 루디 스메칼 역
- 어보브 어스 온리 스카이 (2011년)
- 파우스트 (2011년) - 바그너 역
- 디 엣지 (2010년)
- 앳 엘렌스 에이지 (2010년)
- 컨택트 하이 (2009년)
- 노스페이스 (2008년) - 에디 라이너 역
- 언파리쉬트 (2007년)
- 섹스아이콘 우씨 오브마이어 (2007년)
- 몰락 (2006년)
- 터프 이너프 (2006년)
- 수입/수출 (2006년)
- 클림트 (2006년)
- 켈러 - 틴에이지 웨이스트랜드 (2005년) - 크리스 역
- 그녀의 비밀 (2005년)
- 달팽이들 (2004년)
- 실렌티움 (2004년)
- 매춘부의 아들 (2004년)
- 급진주의자 (2003년)
- 비엔나의 북부 지역 (1999년)
- 포이즈너 (1998년)
- 우연의 연대기에 관한 71개의 단편 (1994년)
- 7번째 대륙 (1989년)